# Larry Brown (músico)
Larry Brown (nacido en 1947) es un músico, compositor e ingeniero de audio estadounidense.

## Carrera
Comenzó tocando la batería en la década de 1960, sobre todo en bandas de música surf.
A partir de finales de los 60, se dedicó a crear bandas sonoras de películas, algunas muy conocidas como Los ángeles del infierno, The Glory Stompers o Maryjane. Trabajaba en colaboración con Davie Allan & The Arrows.
En esa época empezó a producir discos de otros artistas.
Durante los años 70 siguió creando bandas sonoras, algunas en colaboración con Jerry Styner, tocando la batería como músico de estudio y produciendo. Trabajó con, entre otros, José Feliciano, Helen Reddy, Tompall Glaser, Glenn Yarbrough, Andy Williams, Donovan, Paul Williams, Stephen Bishop, Kenny Rogers y Michel Legrand. Como ingeniero y productor colaboró con Quicksilver Messenger Service, Sam Moore, Rod Mckuen, Paul Anka, Harry Nilsson, Solomon Burke, Eddie Money, Al Jarreau y Ted Nugent.
Durante la década de 1980, Brown colaboró con Dennis C. Brown y Chuck Lorre, creando numerosas bandas sonoras para televisión, por ejemplo para la serie de dibujos animados Tortugas Ninja. En 1988 ganó un Premio Emmy a la mejor mezcla de sonido, por un especial llamado Kenny, Dolly and Willie.
A partir de 1990, Brown pasó a dedicarse casi en exclusiva a la composición de bandas sonoras, tanto para TV como para cine.

## Discografía
- Mike Curb and  Larry Brown  – Mary Jane Original Soundtrack from the American International Picture "Mary Jane" - Sidewalk  DT-5911 - (1968)
- Jerry Styner and  Larry Brown  – Orbit III - Beverley Hills BHS 38 - (1971)[6]